# Василенко, Альвина Яковлевна
Альвина Яковлевна Василенко (Петрова)  (23 сентября 1940, д.Рубежник, Усмынский (Куньинский) район, Псковская область  — 8 марта 2020, станица Ленинградская, Краснодарский край) советский хозяйственный, государственный и политический деятель.

## Биография
Родилась в 1940 году в д.Рубежник Усмынского (Куньинского) района Псковской области.
Отец - Петров Яков, мать - Петрова Екатерина, сестра - Анна 1946 г.р.
После замужества переехала в станицу Ленинградскую Краснодарского края .
Член КПСС. С 1960 года — на хозяйственной, общественной и политической работе. В 1960—1990 гг. — доярка, звеньевая свекловодческого звена колхоза им. Ленина Ленинградского района Краснодарского края, в условиях засухи в 1985 году добилась урожая сахарной свёклы в 41,1 центнера корней с гектара.
Заслуженный работник сельского хозяйства РСФСР.
За обеспечение устойчивого роста производства сахарной свёклы, хлопка, льна, овощных и других с/х культур, повышение производительности труда и снижение себестоимости продукции на основе внедрения интенсивных технологий была удостоена в составе коллектива Государственной премии СССР за выдающиеся достижения в труде 1986 года.
Избиралась депутатом Верховного Совета РСФСР 10-го и 11-го созывов.
Умерла в 2020 году в станице Ленинградской.